# Синий мост (Амстердам)
Синий мост (нидерл. Blauwbrug) — исторический мост через реку Амстел в Амстердаме (мост № 236). Соединяет площадь Рембрандта с площадью Ватерлоо.

## История
Мост получил своё название от раскрашенного в один из цветов национального нидерландского флага деревянного Синего моста, который был на этом месте примерно с 1600 года. Это название сохранилось и после 1883 года, когда возникли каменные пролёты нового моста, созданного по проекту архитекторов Бастиана де Грефа и Виллема Спрингера, вдохновлённых архитектурой мостов через Сену в Париже.
Каменный мост имеет три прохода для судов и богато украшен. Опоры (быки) оформлены в виде корабельных носов, а колонны на мосту увенчаны короной Австрийской империи. Опоры фонарей, также увенчанных коронами, стилизованы под корабли. По мосту осуществляется автомобильное и трамвайное движение.